# Butla gazowa

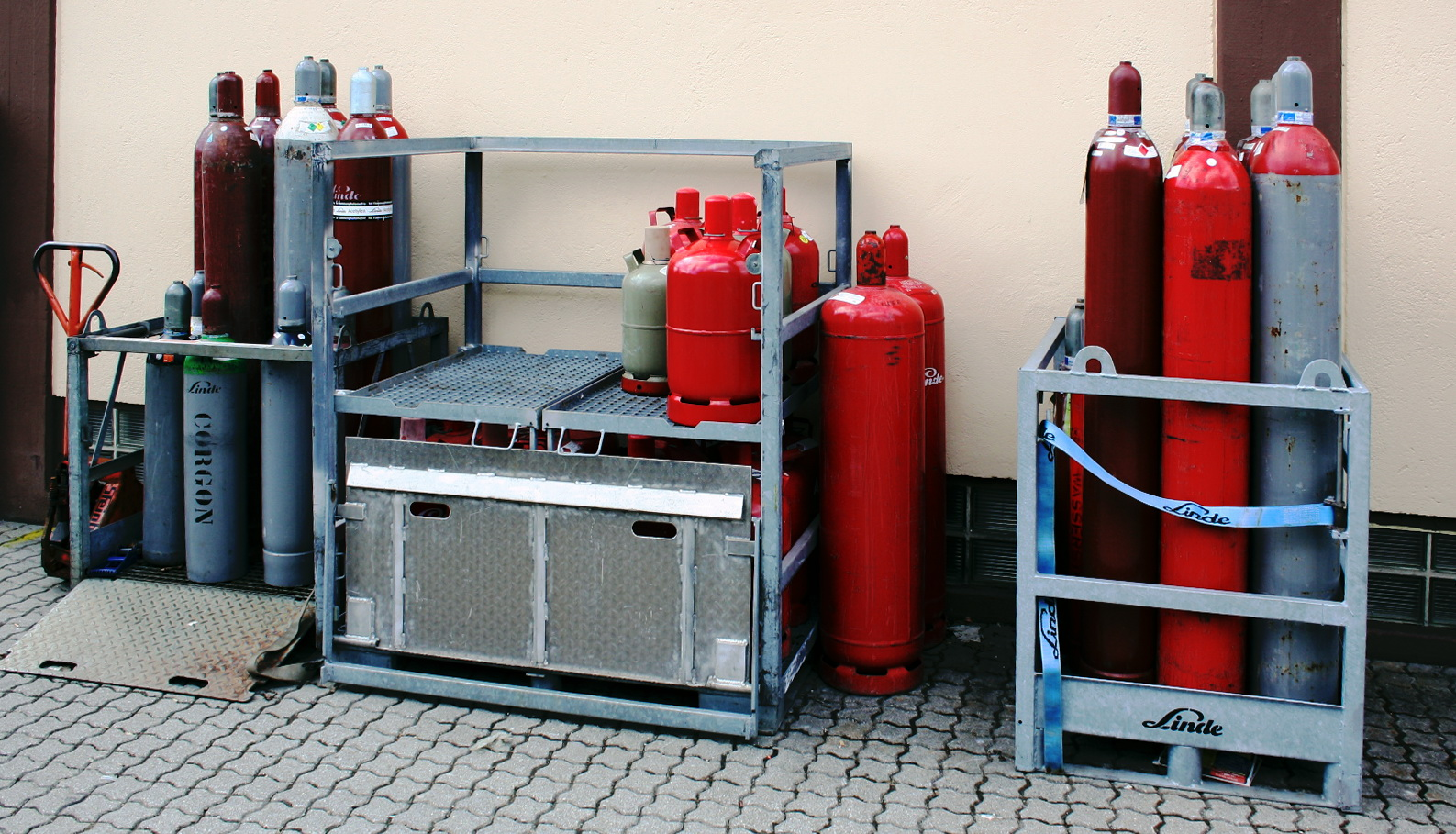

Butle gazowe – pojemniki do przechowywania gazów pod dużym ciśnieniem. Są wykonywane ze stali wysokowęglowej, stali nierdzewnej, aluminium lub materiałów kompozytowych.

## Podział butli

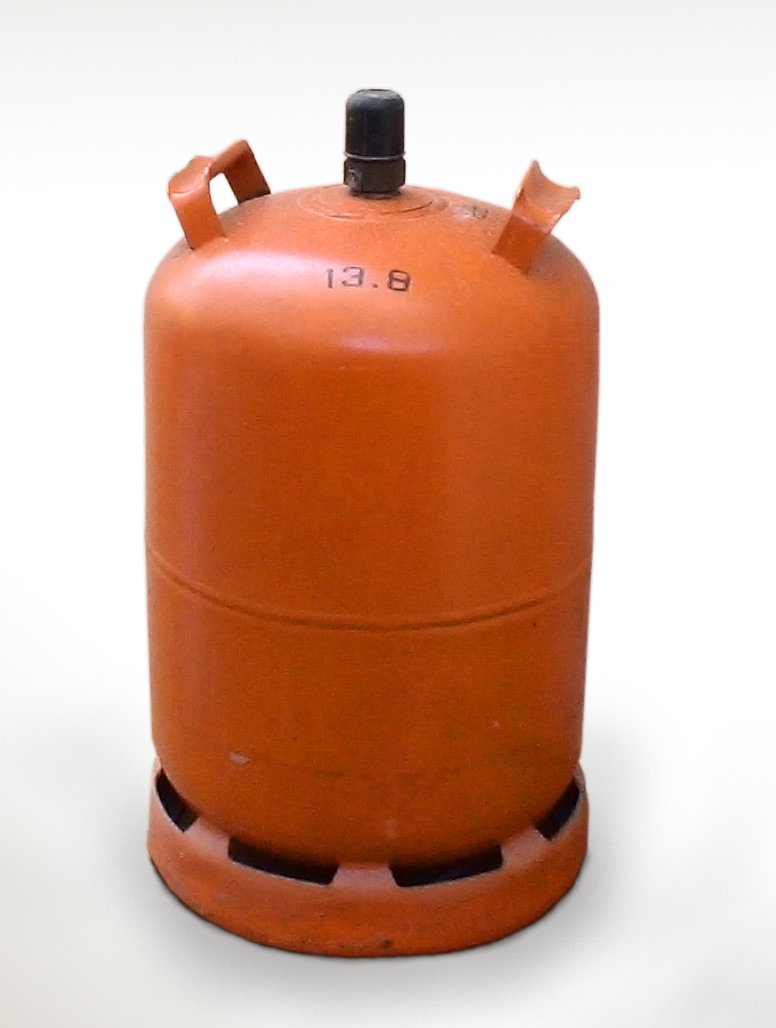
Butla z gazowym butanem

Butle gazowe można podzielić na cztery rodzaje, ze względu na stan skupienia materii wewnątrz butli. Znajdująca się w nich substancja jest:
- w stanie gazowym w normalnej temperaturze i podwyższonym ciśnieniu
- ciekła w normalnej temperaturze i podwyższonym ciśnieniu
- rozpuszczona
- ciekła w obniżonej temperaturze i podwyższonym ciśnieniu.

### Grupa 1
W tych butlach gaz jest nadal w stanie gazowym w normalnej temperaturze i podwyższonym ciśnieniu, na przykład:
- powietrze
- argon
- hel
- azot
- tlen.

### Grupa 2
W tych butlach gaz jest skroplony w normalnej temperaturze i podwyższonym ciśnieniu, na przykład:
- butan
- LPG
- propan
- dwutlenek węgla (czasami zaliczany jest do grupy 4)
- podtlenek azotu.

### Grupa 3
W tych butlach gaz jest rozpuszczony w obojętnym rozpuszczalniku w normalnej temperaturze i podwyższonym ciśnieniu, na przykład:
- acetylen.

Uwaga: Butle z acetylenem zawierają obojętny wypełniacz, a acetylen jest rozpuszczony w acetonie lub dimetyloformamidzie. Acetylen jest wpompowywany do butli i rozpuszcza się w sorbencie. Kiedy butla z acetylenem jest otwierana, acetylen powraca z roztworu w formie dużych bąbelków niczym gaz z otwieranego szampana.

### Grupa 4
W tych butlach gaz jest skroplony w obniżonej temperaturze i podwyższonym ciśnieniu. Butle te są kriogeniczne, na przykład:
- ciekły azot
- ciekły tlen
- skroplony dwutlenek węgla.

## Parowanie i objętość
Przyjmuje się, że substancja w postaci gazowej ma objętość 800 razy większą niż w stanie cieczy w standardowej temperaturze i ciśnieniu z dokładnością do pewnych odchyleń spowodowanych różnymi oddziaływaniami międzycząsteczkowymi w różnych substancjach. Standardowo ciśnienie w butli gazowej jest utrzymywane w granicach 200–400 atmosfer. 

## Wymogi dotyczące obsługi
Ponieważ zawartość butli jest pod wysokim ciśnieniem i bywa również niebezpieczna, butla wyposażona jest w specjalne uchwyty i łańcuchy uniemożliwiające upadek i zbicie, ma odpowiednią wentylację zabezpieczoną przed uszkodzeniem uniemożliwiającą wydostanie się potencjalnie niebezpiecznej zawartości.

## Kolory
Różne kraje stosują różne oznaczenia butli, ale trwają próby ustandaryzowania ich kodowania kolorystycznego.
- Kolory butli z gazami medycznymi są zgodne z ISO 32, lecz nie wszystkie kraje tego przestrzegają.
- W całej Europie butle gazowe mają ustandaryzowane kolory według EN 1089-3.
- W Stanach Zjednoczonych kolory butli nie są prawnie regulowane, dlatego mogą być różne.

Z powodu tych niejednoznaczności dobrze jest sprawdzać etykietę butli i nie polegać tylko na jej kolorze.

### Oznaczenia butli europejskich

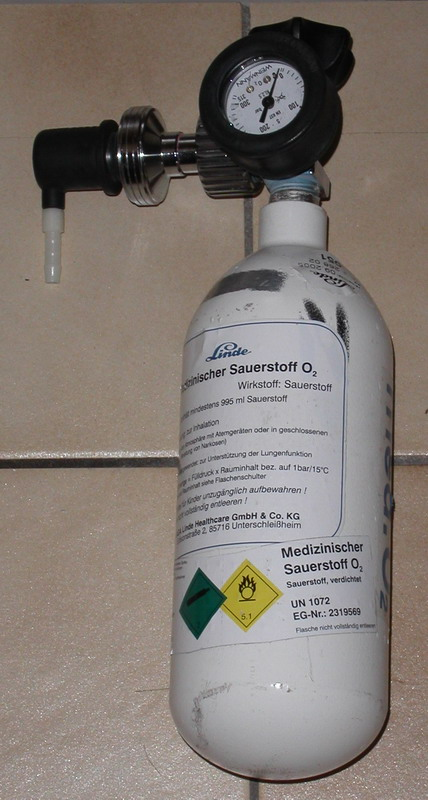
Butla z tlenem do oddychania

Sposób oznaczania butli gazowych według normy EN 1089-3 stosowany w Europie (nie dotyczy butli z gazem LPG). Oznaczenie kolorystyczne umieszczane jest na czaszy butli, część cylindryczna w zasadzie może być malowana dowolnie. W Polsce producenci gazów technicznych przyjęli jednak następujące zasady malowania cylindrycznych części butli gazowych:
- Tlen – butla niebieska (Gentian blue, RAL 5010)
- Acetylen – butla kasztanowoczerwona (Oxide red, RAL 3009)
- Gazy medyczne i do oddychania – butla biała (Pure white, RAL 9010)
- Gazy do użytku spożywczego (dwutlenek węgla) – butla jasnozielona (Yellow green, RAL 6018)

Kolory oznakowania butli (czasza butli) według normy EN 1089-3 są następujące (w nawiasie oznaczenie koloru według RAL):

#### Czyste, specyficzne gazy
- Acetylen – kolor kasztanowoczerwony (Oxide red, RAL 3009)
- Argon – kolor ciemnozielony (Emerald green, RAL 6001)
- Dwutlenek węgla – kolor szary (Dusty grey, RAL 7037)
- Hel – kolor brązowy (Olive brown, RAL 8008)
- Podtlenek azotu – kolor niebieski (Gentian blue, RAL 5010)
- Azot – kolor czarny (Jet black, RAL 9005)
- Tlen – kolor biały (Pure white, RAL 9010)

#### Podstawowe właściwości gazu
- Gazy obojętne – kolor jasnozielony (Yellow green, RAL 6018)
- Gazy toksyczne i korozyjne – kolor żółty (Zinc yellow, RAL 1018)
- Gazy utleniające – kolor niebieski (Gentian blue, RAL 5010)
- Gazy łatwopalne – kolor czerwony (Flame red, RAL 3000)

przykłady:
- Toksyczny i łatwopalny lub toksyczny i korozyjny – kolor żółty + czerwony (RAL 1018 + RAL 3000)
- Toksyczny i utleniający lub korozyjny i utleniający – kolor żółty + niebieski (RAL 1018 + RAL 5010)

#### Mieszanki gazowe, przeważnie do nurkowania
- Powietrze – butla biała i w jednej czwartej czarna
- Heliox (mieszanka helu i tlenu) – butla biała i w jednej czwartej brązowa
- Nitrox (mieszanka azotu i tlenu) – butla biała i częściowo czarna
- Trimix (mieszanka helu, azotu i tlenu) – butla biała, czarna i częściowo brązowa

#### Mieszanki gazowe, do kalibracji (wzorcowania) i walidacji urządzeń pomiarowych i detektorów
- wszystkie składy